# ヘンリー・ソービー
ヘンリー・クリフトン・ソービー（Henry Clifton Sorby、1826年5月10日 - 1908年3月9日）はイギリスの顕微鏡学者、地質学者である。岩石や鉱物の顕微鏡的観察のパイオニアである。

## 生涯
ヨークシャーのシェフィールド近くの Woodbourne に生まれる。若くから自然科学に興味を持ち、ヨークシャーの谷の発掘調査に関する論文を書いた。その後地層や岩石の研究を続けた。岩石や鉱物の顕微鏡観察を行い、1858年に "On the Microscopical Structure of Crystals" を出版した。顕微鏡を使った、スペクトロスコープを造り、血液などの有色の液体のスペクトルの試験を行い、鋼や隕石の顕微鏡観察も行った。1857年王立協会フェロー選出。同協会から1863年ベーカリアン・メダル、1874年ロイヤル・メダル受賞。
1882年にシェフィールドのファース・カレッジの学長を務め、シェフィールド大学(University of Sheffield)の創立に尽力した。王立顕微鏡協会などの会長も務めた。
1869年にロンドン地質学会からウォラストン・メダルを受賞した。
国際堆積学協会(International Association of Sedimentologists)とヨークシャー地質学会はそれぞれ、ソービーメダルを創設した。月の山、ドルサ・ソービー (Dorsa Sorby) に命名された。